# 李ヒャン
李珦（리 향 、1977年7月3日 - ）は、兵庫県生まれ、東京都出身の在日韓国人の歯科医師、ジュエリーデザイナー。元ファッションモデル。

## 来歴
- 雑誌『JJ』で読者モデルを務めた後、『CanCam』のモデルをアルバイトでする。その後、歯科医師となり、モデルを引退した。
- 梨花、小泉里子、中林美和などのブログで誕生日会の模様を書かれ、注目を集める。
- ひゃん吉、ひゃんと呼ばれている。
- 『美人百花』にて連載を2007年12月12日発売の1月号から始める。
- 自宅バルコニーで花火、BBQをしているのをブログに記載して非難を集める。